# 281107
281107 es el primer álbum en vivo de la banda de rock alternativo Zoé, lanzado 21 de abril de 2008 en CD y días después en DVD. fue grabado durante su presentación en el Palacio de los Deportes de la Ciudad de México, el 28 de noviembre de 2007, con motivo de la celebración de los 10 años de la banda.

## Historia

### Preludio antes del concierto
Para conmemorar los diez años de la banda se hablaban de muchas alternativas, desde un concierto masivo y gratuito en el Zócalo de la Ciudad de México hasta una presentación en un lugar pequeño con el Polyforum, cuyas entradas fueran regaladas a aquellos que demostraran ser los fans más devotos de la banda. Zoé invitarian a sus fans que eligieran 20 canciones de sus favoritas para decidir el setlist del concierto culminaria el 15 de noviembre del 2007 contando con 20,000 votos. Finalmente, se decidió que el concierto sería gradado el 28 de noviembre de 2007 en el Palacio de los Deportes. Al concierto asistieron 17,976 personas, por lo que se sabe que solo faltaron 24 personas para hacer un lleno total en el Palacio de los Deportes.

### Concierto
El grupo mexicano, Zoé festejo los diez años de su trayectoria artística con un concierto en el Palacio de los Deportes. Los integrantes de la banda, León Larregui, Sergio Acosta, Ángel Mosqueda, Jesús Báez y Rodrigo Guardiola tocaron sin descanso los temas más emblemáticos de su carrera, tales como Miel, No Me Destruyas y Corazón Atómico. A esta celebración se unió Chetes quien tocó con su  guitarra canciones como Deja te conecto y Love. Antes del inicio del concierto se trasmitió un video con Espectro Sol de fondo (canción demo de Zoé) que mostraba la trayectoria del grupo como son algunas de las primeras presentaciones que realizaban.
El recital dio inicio a las 9:30 p. m. con el tema Memo Rex y sin embargo a lo previsto al dar inicio el concierto empezó a haber errores técnicos El semblante de León mostró preocupación, y en seguida su personal responsable del audio se movilizó en las respectivas consolas, pero no pudieron controlar la situación, después tocaron Vinyl y Vía Láctea; al término de éstas el vocalista León comentó:

Por fin llegó el día, estamos celebrando nuestros 10 años pero también los años que llevan ustedes con nosotros, esta es la fiesta de todos, esta canción se la queremos dedicar a toda la gente enamorada – León Larregui

Así iniciaron con el tema Nunca. Después el cantante usó un megáfono para bromear con el público y decir la típica frase: ¡Tamales oaxaqueños!. Los problemas con el audio siguieron durante la ejecución de varias canciones, y esto era mucho más notorio cuando León usaba el altavoz para dar un efecto diferente a algunas canciones. No fue si no hasta la interpretación de No Me Destruyas (tema con que dieron el Primer Encore) los problemas de audio se solucionaron.

### DVD del Concierto
En el marco de la cuarta edición de Ambulante Gira de Documentales 2009, se exhibió el filme Zoé 281107, el 13 de febrero en el Auditorio Nacional.
El evento gratuito fue conducido por Rulo de (Reactor 105.7 FM), Vanessa Barreiro, en representación de Ambulante Gira de Documentales, y Rodrigo Guardiola, codirector del documental.

## Personal
- Sergio Acosta - Guitarra eléctrica.
- Jesús Báez - Teclados y Coros.
- Rodrigo Guardiola - Batería.
- León Larregui - Voz y guitarra eléctrica.
- Ángel Mosqueda - Bajo, Teclados y Coros.

Invitado Especial
- Chetes - Guitarra acústica y Coros en Love y Deja Te Conecto.

## Lista de canciones[10]
Las canciones que la banda interpretó en su concierto fueron las siguientes, sin embargo, algunas canciones fueron omitidas en el CD/DVD.

Todas las canciones escritas y compuestas por León Larregui. 
| 28.11.07 |                                             |          |  |
| N.º      | Título                                      | Duración |  |
| 1.       | «Memo Rex»                                  | 6:11     |  |
| 2.       | «Vinyl»                                     | 4:26     |  |
| 3.       | «Vía Láctea»                                | 4:32     |  |
| 4.       | «Mrs. Nitro»                                | 3:01     |  |
| 5.       | «Fotosíntesis» (No incluida)                | 3:05     |  |
| 6.       | «Solo»                                      | 3:31     |  |
| 7.       | «Frío»                                      | 4:27     |  |
| 8.       | «Triste Sister»                             | 3:31     |  |
| 9.       | «Razor Blade» (Extra)                       | 2:59     |  |
| 10.      | «Nunca» (Extra)                             | 4:06     |  |
| 11.      | «Veneno» (No incluida)                      | 4:27     |  |
| 12.      | «Corazón Atómico» (No incluida)             | 3:54     |  |
| 13.      | «Roncanroler» (No incluida)                 | 3:29     |  |
| 14.      | «Human Space Volt» (Extra)                  | 3:57     |  |
| 15.      | «Tarántula»                                 | 4:05     |  |
| 16.      | «Miel» (Extra)                              | 5:14     |  |
| 17.      | «Peace & Love»                              | 3:58     |  |
| 18.      | «Asteroide» (Extra)                         | 3:37     |  |
| 19.      | «No Me Destruyas» (Primer Encore)           | 3:42     |  |
| 20.      | «The Room» (No incluida)                    | 6:01     |  |
| 21.      | «Paula»                                     | 4:11     |  |
| 22.      | «Dead» (Segundo Encore)                     | 4:56     |  |
| 23.      | «Deja Te Conecto» (con Chetes)              | 5:19     |  |
| 24.      | «Love» (con Chetes)                         | 4:29     |  |
| 25.      | «Soñé» (Tercer Encore)                      | 4:24     |  |
| 26.      | «Everything Goes» (No incluida ni planeada) | 2:29     |  |